# VK 1602 Leopard
El VK 16.02 Leopard era un prototipo de tanque ligero alemán de reconocimiento, el vehículo fue diseñado desde mitades de 1941 a hasta enero de 1943, con la producción en serie planificada para abril de 1943. El proyecto sería cancelado en enero del mismo año antes de que el primer prototipo pudiera ser completado. La razón que se proporcionó era que no cumplía con los requisitos para un vehículo de 1944. 

## Desarrollo
El desarrollo comenzó en 1941 bajo la dirección de M.A.N., el cual tomó inspiración de su diseño VK 30.02, creando un vehículo aún más blindado, pero más pequeño, con 80mm de armadura frontal (en el tiempo el prototipo de Pantera sólo tuvo 60 mm armadura frontal). Cuando el proyecto del Pantera obtuvo importancia, Wa Prüf 6 decidido sacar el proyecto VK 16.02 proyecto de M.A.N. para que se concentraran en el proyecto de Pantera, entregándolo a MIAG y Daimler-Benz, el chasis lo haría MIAG, y la torreta y armamento Daimler-Benz.
Dos variantes inicialmente fueron diseñadas, una más ligera pesando 18 toneladas y una más pesada de 26 toneladas, pero en junio de 1942 Hitler decidió continuar desarrollo únicamente el más pesado considerando la protección contra las armas antitanque del enemigo una prioridad.
En julio de 1942 MIAG presentó un diseño más refinado que fue aceptado para su producción, el cual estuvo planeado para empezar en abril de 1943, con planes de fabricar 20 vehículos por mes desde octubre de 1943.
En una reunión el 13 de octubre de 1942, se le informó a Hitler que las tropas preferían la variante más ligera, ya que encajaría mejor en la función de reconocimiento, mientras que el diseño más pesado tenía características demasiado similares al Panther, con la única diferencia de que el cañón es más pequeño. Hitler acordó desarrollar solo la variante más ligera.
El diseño final tenía un peso de carga de combate de 21,9 toneladas métricas. El blindaje estaba inclinado 50 mm a 50 grados en la parte delantera, 30 mm en los lados y la parte trasera, cubierta de 16 mm y placas de vientre de 16 a 25 mm. El armamento planeado era el cañón Kw.K.39/1 L/60 de 5 cm, el mismo que se utilizó en los últimos Panzer III. El motor era el Maybach HL 157 con 550 caballos de fuerza. Para aumentar el rendimiento a campo traviesa, el VK 1602 se equipó con orugas de 660 mm de ancho, las mismas que se utilizaron en el Panther.
Una torreta similar a la del Leopard, todavía más pequeña con el blindaje más delgado y en ángulos más bajos, fue puesta más tarde en el Puma.

## Variantes
- Waffenträger Leopard : el chasis Leopard también se planeó para su uso como base para un cañón de 10,5 cm en una configuración Waffenträger.

## Especificaciones
- Peso: 21900 kg
- Tripulación: comandante (artillero), cargador, conductor, operador de radio (4 hombres)
- Motor: Maybach HL 157 P / 12-cilindros / 550 hp
- Velocidad: Carretera: 45–60 km/h / Campo a través: 30 km/h
- Rango operacional: Carretera: 500 km / Campo a través: 300 km
- Longitud: 4,74 m
- Ancho: 3,10 m
- Altura: 2,60 m
- Armamento:
  - 1 × 50 mm KwK 39/1 L/60
  - 1 × 7,92 mm MG42
- Munición
  - 50 mm: 50 rondas
  - 7,92 mm: 2400 rondas
- Armadura: 16–50 mm